# Cély
Cély is een gemeente in het Franse departement Seine-et-Marne (regio Île-de-France) en telt 1071 inwoners (2004). De plaats maakt deel uit van het arrondissement Melun.

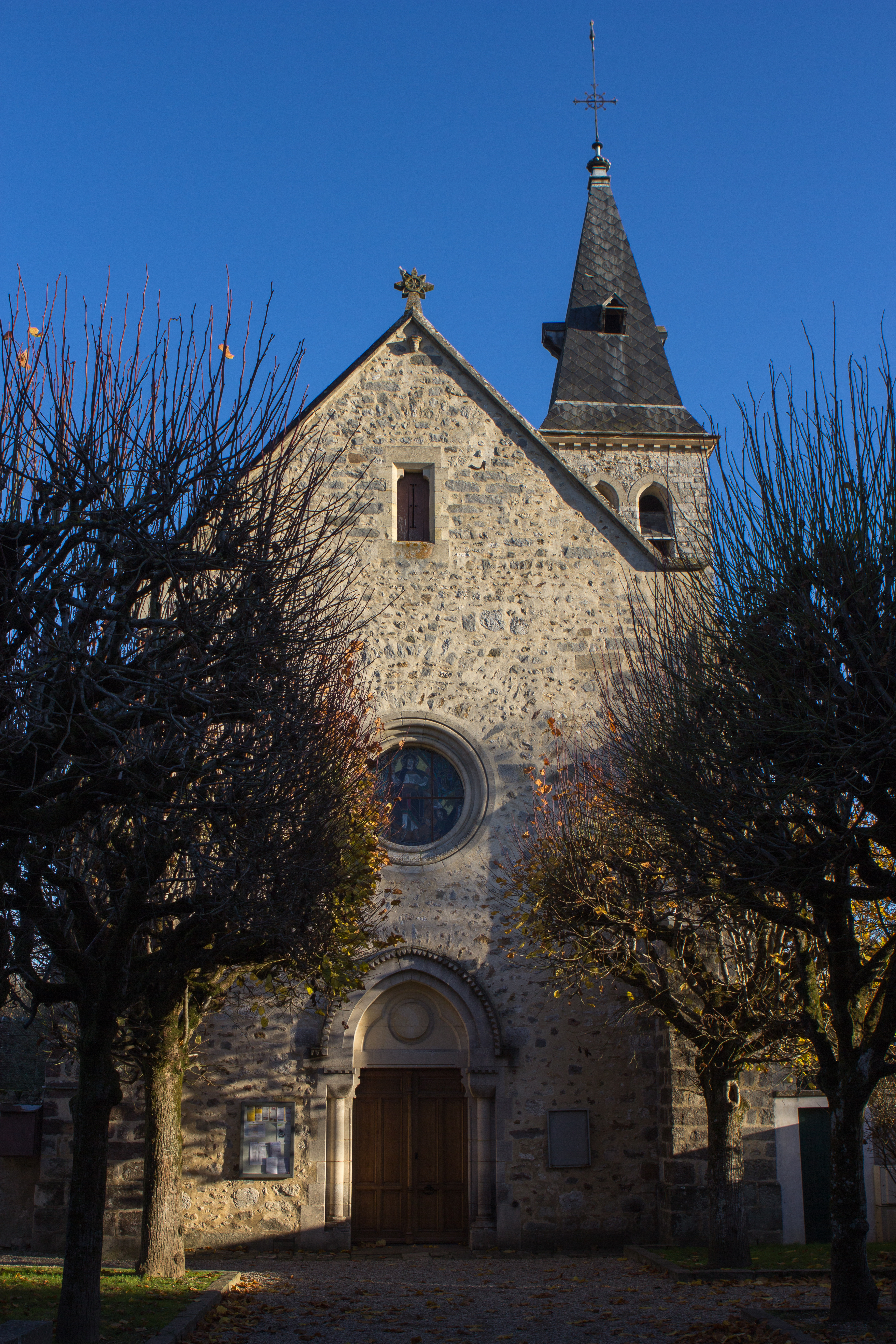
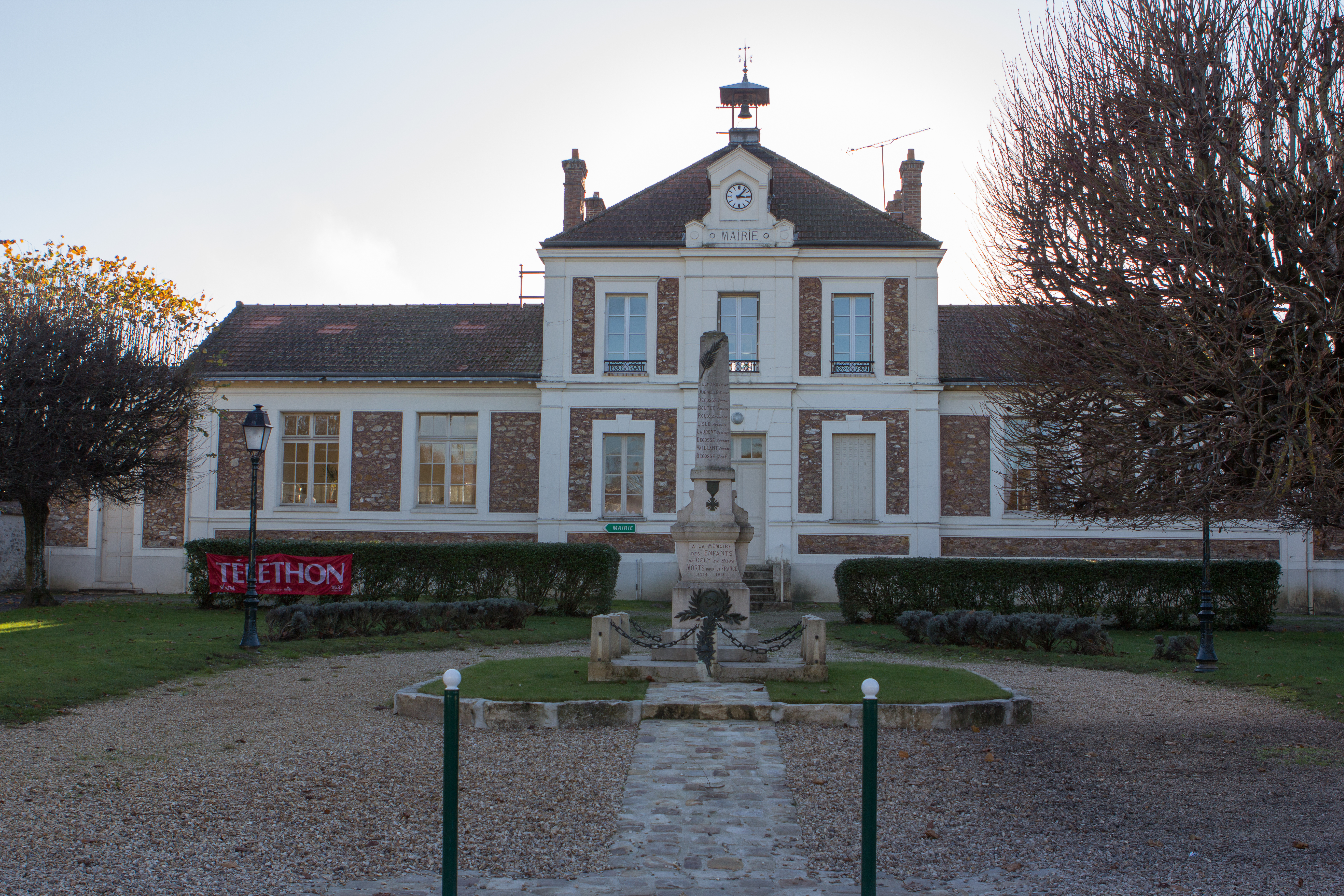

## Geografie
De oppervlakte van Cély bedraagt 6,2 km², de bevolkingsdichtheid is 172,7 inwoners per km².
De onderstaande kaart toont de ligging van Cély met de belangrijkste infrastructuur en aangrenzende gemeenten.

## Demografie
Onderstaande figuur toont het verloop van het inwonertal (bron: INSEE-tellingen).

1. ↑  Populations de référence 2022.